# Giovanni Zarrella
Giovanni Zarrella (Hechingen, 4 marzo 1978) è un cantante, showman e ballerino italiano naturalizzato tedesco.
Nato da genitori italiani in Germania ed ivi cresciuto, risulta attivo essenzialmente nei paesi di lingua tedesca, dove è noto anche semplicemente come Giovanni e Gio.
Il 30 agosto 2005 ha sposato con rito civile la modella brasiliana Jana Ina, residente già da anni in Germania. Il 3 settembre la coppia si è unita anche religiosamente, presso la chiesa St. Matthäuskirche in Bad Sobernheim.

## Biografia

### Primi anni
Giovanni, primogenito di Clementina di Maddaloni (CE) e Bruno Zarrella di San Mango sul Calore (AV), è cresciuto in Germania come i fratelli Stefano e Maria, in un contesto bilingue italiano-tedesco. Già da fanciullo ha preso lezioni di pianoforte e organo, ed a 15 anni anche di canto. Si è trasferito per un anno a Roma con la famiglia, e in questo periodo ha giocato nelle giovanili della Roma.
All'età di 16 anni ha fondato il suo primo gruppo musicale, Brotherhood. Dopo il conseguimento della maturità in Germania, ha seguito corsi di formazione in tecnologia della comunicazione ed informazione.

### 2001 - 2006: L'esperienza dei Bro'Sis

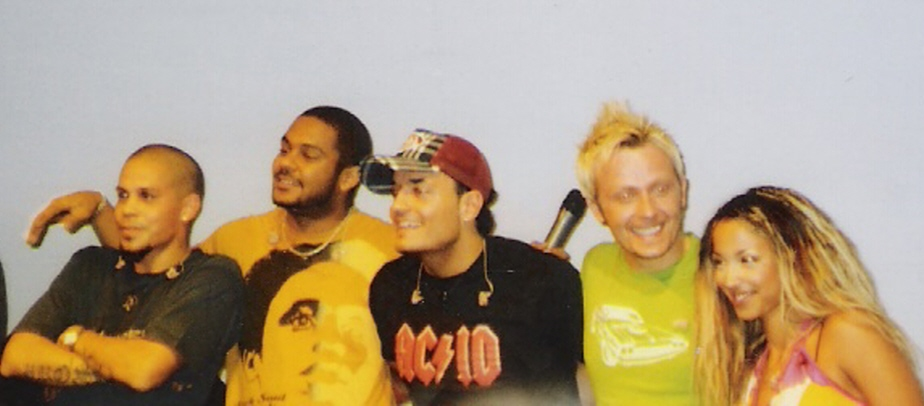
I Bro’Sis ad Amburgo (2004)

Il 10 ottobre 2001 ha preso parte alla selezione del programma televisivo Popstars a Stoccarda, insieme ad altri 1.702 candidati. Cantando How Deep Is Your Love dei Bee Gees, You Remind Me di Usher e Way to Mars di Somersault & Xavier Naidoo, è stato selezionato dalla giuria, insieme ad altri 32 partecipanti. A quel tempo Giovanni lavorava nella distribuzione di prodotti Hugo Boss.
I 33 candidati dovevano affrontare un corso avanzato di due settimane ad Ibiza. Dopo una scrematura, e rimasti in tre donne e cinque uomini, sono stati trasferiti in un loft a Monaco di Baviera per esercitarsi nel canto.
L'11 novembre 2001 Zarrella è stato infine scelto dai giudici come ultimo componente da inserire nel gruppo Bro’Sis. La formazione si è sciolta nel 2006, dopo aver inciso in tutto tre album..

### Carriera da solista

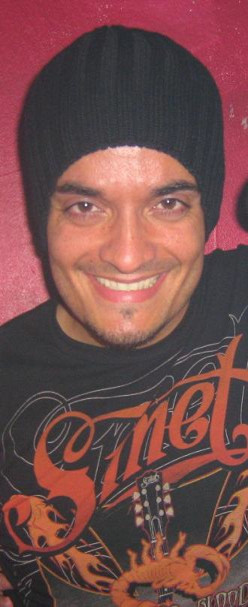
Giovanni Zarrella nel 2008

Il primo singolo da solista di Giovanni Zarrella, presentato il 7 luglio 2006 e abbinato a un videoclip in cui il cantante si aggira con la moglie per le strade di Firenze, consisteva semplicemente in una cover della ballata Ticket to the Moon dall'album Time della Electric Light Orchestra, ed è stato poi inserito nell'album d'esordio Coming Up, cantato interamente in lingua inglese secondo una consueta abitudine di vari artisti musicali tedeschi, e uscito un mese dopo. Il successivo singolo, in collaborazione con il gruppo britannico Pacific Avenue, da cui la canzone Nobody's gonna love you like me (in inglese ed italiano), non è riuscito a scalare le classifiche.
Dopo due anni di assenza dalla musica, ha presentato il suo nuovo lavoro Wundervoll, una cover in italiano/tedesco di Robin Grubert, piazzatasi nona nella classifica dei singoli in Germania. Il secondo album Musica, cantato sia in italiano sia in tedesco, è stato inciso il 21 novembre 2008. In questo periodo Zarrella è anche apparso nel video musicale Forgive Me di Mario Venezia .
Nel 2010 sono usciti nuovi lavori musicali: il 22 gennaio il singolo I Can't Dance Alone, in italiano/inglese, in duetto con l'ex collega di gruppo Ross Antony, pubblicato insieme alla canzone Il Mondo. Il 5 febbraio 2010 è stata la volta dell'album completo, intitolato Ancora Musica, comprendente cinque canzoni inedite.
Nel 2019 ha inciso un album contenente canzoni in italiano, La vita è bella, certificato disco di platino in Germania e accolto molto bene anche in Svizzera e Austria. Da esso sono stati tratti i singoli Il più buono, Dammi e Santa Maria, cover del brano degli Oliver Onions, più due duetti: uno con l'altro cantante italo-tedesco Pietro Lombardi, Senza te (Ohne Dich), e uno con Jana Ina, Così sei tu (So bist du), cover di un successo di Peter Maffay.
Nel 2021 ha pubblicato l'album Ciao!, contenente la canzone omonima, una cover di Live is life degli Opus: tra le altre tracce, anche un duetto con Howard Carpendale, Ruf Mich An, in cui sono stati accompagnati dalla Royal Philharmonic Orchestra. Il disco ha conquistato la vetta della hit parade tedesca.
Nel 2022 ha duettato con Michael Bublé in Home, canzone contenuta nell'album Per sempre, uscito lo stesso anno.

### Il progetto Vintage Vegas
Nel 2013 Giovanni ha creato un nuovo gruppo, chiamato Vintage Vegas, senza tuttavia abbandonare l'attività da solista. La formazione, tutta al maschile, comprende tre elementi: Inan Lima, Tom Marks e appunto Zarrella. Le canzoni sono essenzialmente di sapore pop con una buona dose di swing. Il loro primo album è stato pubblicato nel 2014. I Vintage Vegas si sono tra l'altro esibiti andando in tournée coi pattinatori di Holiday on Ice.

### Televisione
Dopo la fine dei Bro’Sis, Zarrella è rimasto nel mondo mediatico tedesco anche attraverso diversi passaggi televisivi.
Nell'aprile 2005 ha partecipato allo spettacolo televisivo Teufels Küche, nel quale a causa di un infortunio si è ritirato anzitempo. Sempre nello stesso anno ha girato il docu-film Just married! - Frisch verheiratet! insieme a Jana Ina, nel quale si mostra la vita quotidiana della coppia; e due mesi dopo il matrimonio ha preso parte con la moglie a Das große ProSieben Tanzturnier.

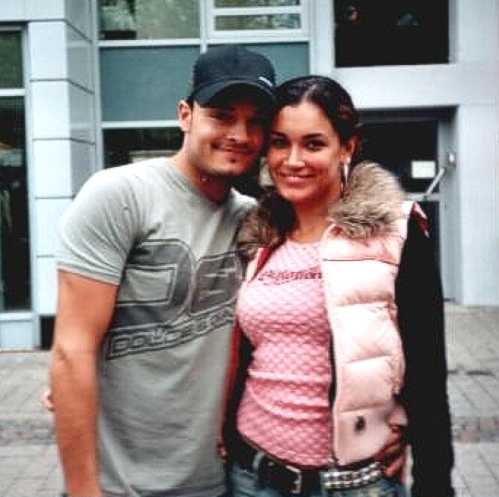
Giovanni Zarrella con Jana Ina

Nel novembre 2005 Zarrella ha iniziato la conduzione del programma per ragazzi Bravo Sport TV su DSF, protrattasi fino all'estate del 2007. Per un periodo si è anche occupato della trasmissione Screen Shot su DSF, incentrato sulla World League eSport Bundesliga, una lega di sport elettronico.
Il 6 giugno 2008 ha partecipato al programma TV Total-Autoball Europameisterschaft come rappresentante dell'Italia.
Giovanni ha presentato le selezioni del programma Popstars- Just 4 Girls a Bad Griesbach im Rottal, trasmesso il 20 novembre 2008. Mentre il 29 novembre ha preso parte alla TV Total Stockcar-Rennen.
Dal 23 giugno 2009 ha condotto ancora su Pro 7 la trasmissione Deutschlands schrecklichste....
Nell'ottobre dello stesso anno ha vinto su Sat.1 la gara di ballo Yes, we can dance, l'equivalente tedesco di Ballando con le stelle. I 50.000 euro in palio li ha divisi con l'ex compagno di gruppo Ross Antony,  in base ad un preaccordo. Con la parte a lui rimasta ha invece finanziato il villaggio per bambini Kinderdorf Rio e.V. a Oberhausen e il canile di Troisdorf.
Nel dicembre 2009 ha condotto insieme a Charlotte Engelhardt semifinale e finale di Popstars – Du & Ich.
Il 14 gennaio 2010 ha iniziato una nuova docu-celebrità su ProSieben, Jana Ina & Giovanni – Pizza, Pasta & Amore. Essa tratta della vita privata di Jana Ina e Giovanni dopo la nascita del loro primogenito. Largo spazio viene dato alla ricerca di una nuova casa e all'apertura di un loro ristorante a Colonia, chiamato "Settantotto" come l'anno di nascita di Giovanni.
A partire dalla stagione televisiva 2021-22 l'artista ha realizzato un suo sogno, animando  Die Giovanni Zarrella Show. Il programma, articolato in vari appuntamenti, è stato trasmesso in prima serata dalla ZDF e ha visto esibizioni di Giovanni con Al Bano, Nino De Angelo, Gianna Nannini, Pietro Lombardi, Sarah Brightman, Peter Maffay, Howard Carpendale e altri colleghi.
Nel febbraio del 2022 Zarrella è apparso per la prima volta in un programma televisivo italiano, Michelle Impossible, condotto da Michelle Hunziker e andato in onda su Canale 5.

## Vita privata
Giovanni vive prevalentemente a Colonia con Jana Ina e i due figli: un maschio, Gabriel Bruno, e una femmina.

### Da solista

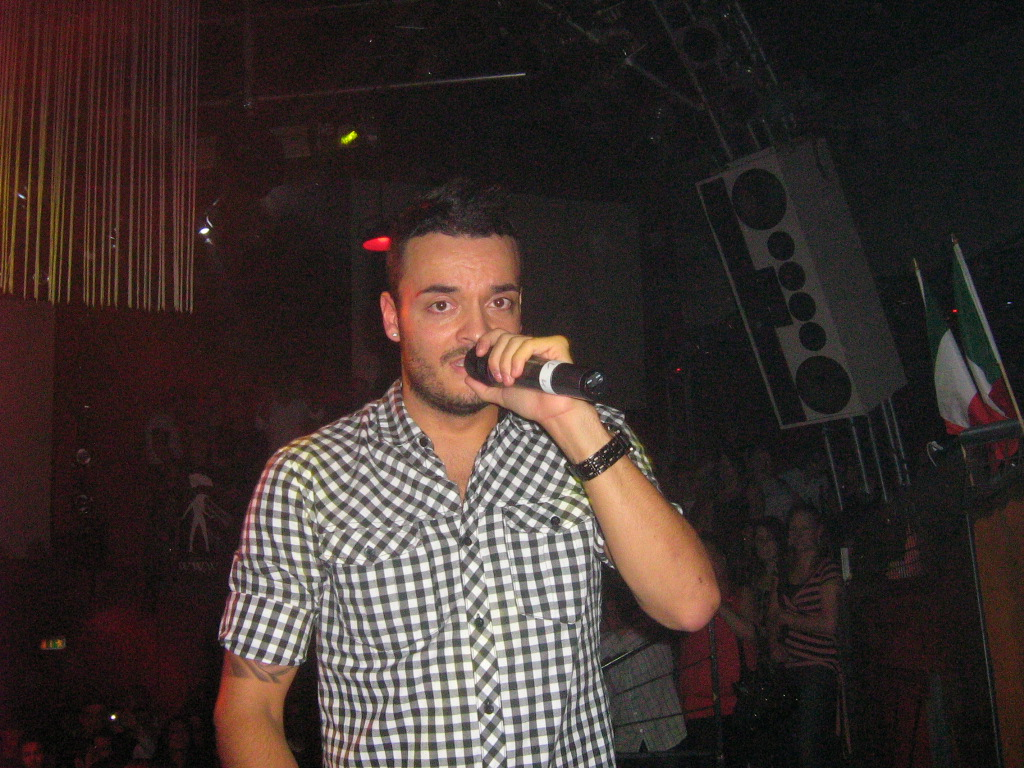
Giovanni Zarrella nel 2009

## Discografia

### Album in studio
- 2006 - Coming Up
- 2008 - Musica
- 2010 - Ancora Musica
- 2014 - Let's Swop (Vintage Vegas)
- 2019 - La vita è bella
- 2021 - Ciao!
- 2022 - Per Sempre
- 2023 - Per Sempre (Edizione da capo)
- 2025 - Universo

### Singoli
- 2006 - Ticket to the Moon
- 2008 - Wundervoll
- 2010 - I Can't Dance Alone (con Ross Antony)
- 2012 - Viva la Mamma
- 2012 - Buonasera Signorina
- 2013 - Verao do amor (coi Magnetics)
- 2014 - Bella Ciao (con Mauro Mondello)
- 2014 - Only Man In The World (Vintage Vegas)
- 2015 - Here I Am  (Vintage Vegas)
- 2015 - Dolcemente Tu (the Cantuccini Song)
- 2016 - Der Beste Mann (Vintage Vegas)
- 2016 - I believe in Christmas (Vintage Vegas)
- 2017 - Bunt  (Vintage Vegas)
- 2019 - Il più buono
- 2019 - Dammi
- 2019 - Santa Maria
- 2019 - Senza te (Ohne Dich) (con Pietro Lombardi)
- 2019 - Così sei tu (So bist du) (con Jana Ina)
- 2021 - Ciao!
- 2021 - Sei bella tu
- 2021 - Ruf Mich An (con Howard Carpendale)
- 2021 - Sette ponti devi attraversare
- 2022 - Un angelo
- 2023 - Impossibile
- 2024 - Danza
- 2024 - Fantastico
- 2024 - Universo
- 2025 - La discoteca italiana

## Filmografia

### Docufilm per la tv
- 2008: Jana Ina & Giovanni – Wir sind schwanger
- 2010: Jana Ina & Giovanni – Pizza, Pasta & Amore[13]